# Alberto Morales
Alberto Morales (* 8. April 1964 in Morelia, Michoacán) ist ein ehemaliger mexikanischer Fußballspieler auf der Position eines Verteidigers.

## Laufbahn
Der gebürtige Morelense begann seine Profikarriere 1983 bei seinem Heimatverein Atlético Morelia, bei dem er bis 1989 unter Vertrag stand und für den er seine einzigen insgesamt vier Tore in der höchsten mexikanischen Fußballliga erzielte.
In der Saison 1987/88 war er an Atlas Guadalajara ausgeliehen, für den er lediglich über 35 Minuten im letzten Saisonspiel gegen den Lokalrivalen Tecos UAG (0:2) zum Einsatz kam.
1989 wechselte Morales zum Puebla FC, mit dem er gleich in seiner ersten Saison 1989/90 sowohl Meister als auch Pokalsieger wurde. In der Punktspielrunde der Meistersaison kam Morales immerhin zu insgesamt zwölf Einsätzen und zu weiteren drei in den Liguillas; darunter je einem in den beiden Finalspielen gegen Mannschaft der Universidad de Guadalajara. In der darauffolgenden Saison kam Morales nur noch zu sieben Einsätzen und davon lediglich einem in der Rückrunde.
Im Sommer 1991 wechselte Morales zum Club América, für den er im Laufe der Saison 1991/92 zu insgesamt zwölf Kurzeinsätzen kam. Es war seine letzte Spielzeit in der Primera División.

## Erfolge
- Mexikanischer Meister: 1990
- Mexikanischer Pokalsieger: 1990